# Ленинский (Тульская область)
 Ле́нинский  — посёлок (в 1949—2014 гг. — посёлок городского типа) в Тульской области России.
В рамках организации местного самоуправления входит в городской округ город Тула, в рамках административно-территориального устройства входит в Барсуковский сельский округ Ленинского района Тульской области.

## География
Посёлок расположен на реке Волоть (приток Упы), в 20 км к северо-западу от Тулы, рядом с федеральной автомобильной дорогой M2 «Крым». Железнодорожная станция Обидимо на линии Тула — Калуга.

## Население
| 1959  | 1970  | 1979  | 1989    | 2002    | 2009  | 2010  |
| ----- | ----- | ----- | ------- | ------- | ----- | ----- |
| 4360  | ↗9493 | ↗9958 | ↗10 761 | ↘10 120 | ↘7128 | ↘7054 |
| 2012  | 2013  | 2014  | 2021    |         |       |       |
| ↘6937 | ↘6842 | ↘6752 | ↗7442   |         |       |       |

По переписи населения 2002 года и ранее в составе рабочего посёлка (пгт) Ленинский учитывалось население посёлка Обидимо.

## История
21 августа 1939 года посёлок Домман-Асфальтового завода становится центром Ленинского района Тульской области и ему присвоено наименование Ленинский.
22 ноября 1949 года посёлок Ленинский отнесён к категории рабочих посёлков (пгт).
С 2006 до 2014 гг. пгт являлся административным центром городского поселения рабочий посёлок Ленинский в Ленинском районе Тульской области.
Законом Тульской области от 29 мая 2014 года, рабочий посёлок Ленинский был преобразован в сельский посёлок Ленинский, а муниципальное образование рабочий посёлок Ленинский было преобразовано из городского поселения в сельское поселение.
Законом Тульской области от 11 июня 2014 года Ленинский включён в состав городского округа город Тула.

## Экономика
Основные предприятия посёлка:
- Приокский химический комбинат (добыча известняка, гипса, мела)
- Асфальтобетонный завод
- Типография
- Кондитерское предприятие ООО «Сладкий край»

## Культура
Работают Средняя школа (МБОУ ЦО № 46, учебный корпусы № 1,2), Начальная школа (МБОУ ЦО № 46, учебный корпус № 3), школа-интернат, детская школа искусств, КСК «Олимп», киноконцертный зал, районная больница.
Издаётся газета «Загородные вести».

## Известные люди, родившиеся в р.п. Ленинский
- Чихирев Александр Васильевич (1962—1987) — ст. лейтенант, командир группы отряда спецназа в Афганистане. Родился и вырос в р.п. Ленинский.

## Известные люди, связанные с р.п. Ленинский
- Колосов Дмитрий Владимирович (1967—2020) — русский фантаст, автор цикла «Атланты», проживал на территории поселка
- Борисов Пётр Сергеевич (1921—1968) — старший лейтенант Советской Армии, участник Великой Отечественной войны, Герой Советского Союза. Проживал на территории поселка.